# 網戸

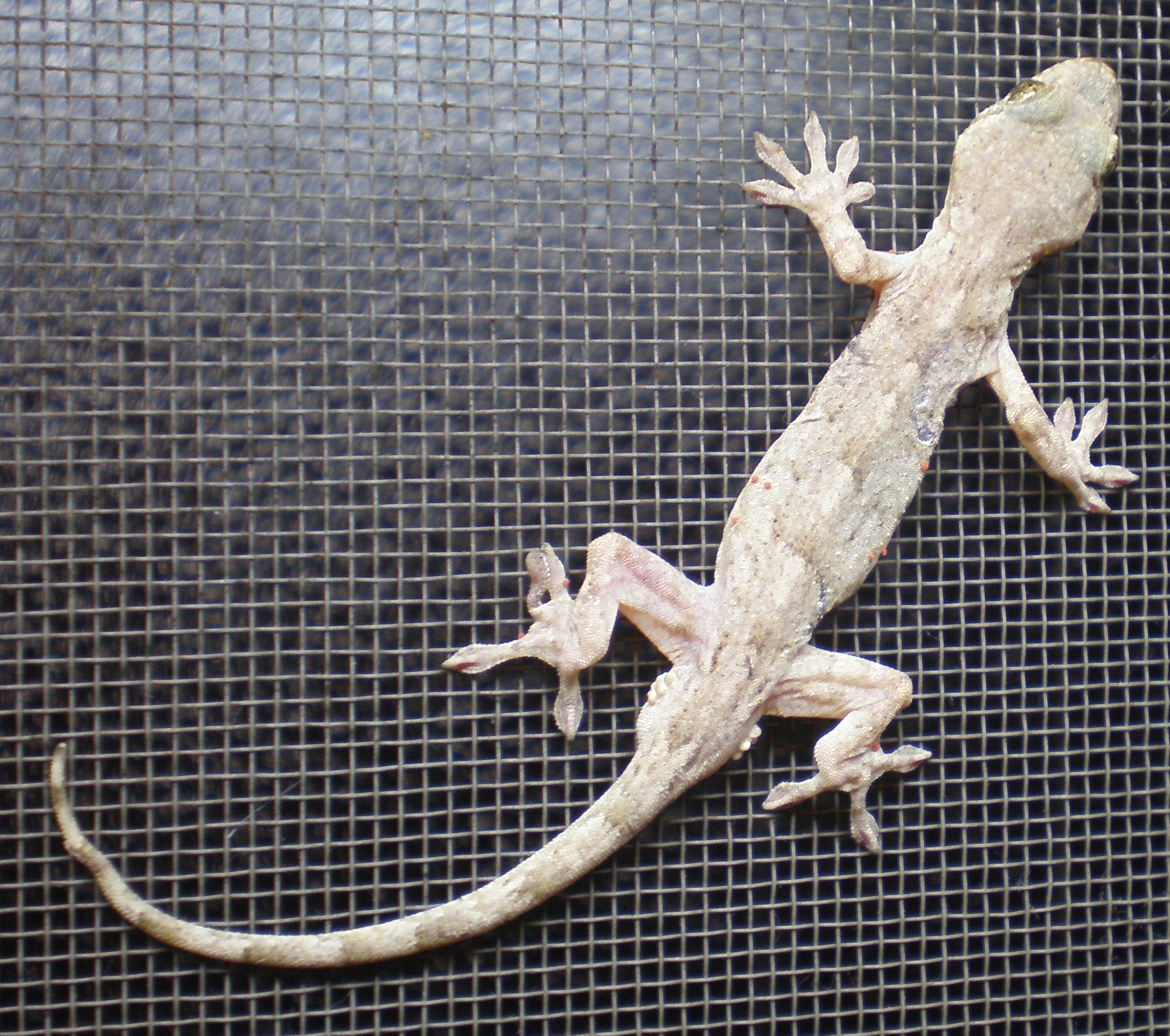
網戸にとまるニホンヤモリ

網戸（あみど、英: Screen door）とは、建物の換気や通風を保ちながら、虫などの室内への侵入を防ぐために網（防虫網）を張った建具である。戸のほか窓に取り付けるものも「網戸」と称されている。

## 概要
網戸はサッシの室外側に組み込んで用いられる。かつて、日本の住宅等は木造で、窓枠も木製で隙間が多かったため、網戸で虫の侵入を防ごうという発想はなく、就寝時には虫除けのため蚊帳が使用されていた。昭和の後期に、加工が容易で気密なアルミニウム合金製のサッシが住宅にも普及してきた結果、網戸の使用が一般化した。
網戸用の網として、耐久性が高いステンレス鋼が使用された例もあるが、現在、日本国内の網戸用の網の大半は耐候性ポリプロピレンを材質としており、網を張る枠にはたいていアルミサッシが用いられている。最近では目を細かくして防虫効果を高めたハイメッシュが人気を集めているほか、ペットの引っ掻きにも破れないペット用や虫が寄ってこない性質のネット、花粉や粉塵なども防ぐフィルター性の高い網戸など様々な特徴を持った網戸が販売されている。

## アルミサッシ式網戸の張り替え
網や固定用の押さえゴムは日光や風雨に常に晒されることで劣化するため、4～5年ごとに張り替えが必要となる。道具はホームセンターなどで用意できる。張り替え費用は道具を含めて1枚1,000円強で、見栄えさえ気にしなければ素人でも簡単にできる。

### 準備するもの
- 新しい網：青、灰、黒など色があるので周囲の状況に合わせて選択する。
- 網戸押さえゴム：3.5mmから1mm違いで4種類の太さのゴムがある。現在使っている網戸のゴムを取り外し、切れ端を持って同じ太さのものを買い求めることが無難。長さは、網戸の縁の溝の全長以上のものを用意すること。
- ゴム押さえローラー
- 網押さえクリップ（数個）
- カッターナイフ

### 手順
- 現在使っている網戸の網を外す。網は、縁の溝にゴムを押し込むことで固定されており、ゴムを外すと網は簡単に外れる。
- 新しい網をサッシの格子に合わせて広げる。この際、大型のクリップで網とサッシを挟み込むと作業は容易になる。
- 網のから溝にゴムを押し当て、ローラーで確実に埋め込んでいく。
- 溝からはみ出た部分は、カッターナイフで除去する。